# Mannophryne
A Mannophryne a kétéltűek (Amphibia) osztályának békák (Anura) rendjébe, ezen belül az Aromobatidae családjába tartozó nem.
Az idetartozó fajokat korábban a nyílméregbéka-félék (Dendrobatidae) családjában levő Colostethus nembe sorolták be.

## Előfordulásuk
A Mannophryne-fajok Venezuelában, valamint Trinidad és Tobagóban fordulnak elő.

## Rendszerezés
A családba az alábbi 19 faj tartozik:
- Mannophryne caquetio Mijares-Urrutia & Arends-R., 1999
- Mannophryne collaris (Boulenger, 1912)
- Mannophryne cordilleriana La Marca, 1995
- Mannophryne herminae (Boettger, 1893)
- Mannophryne lamarcai Mijares-Urrutia & Arends-R., 1999
- Mannophryne larandina (Yústiz, 1991)
- Mannophryne leonardoi Manzanilla et al., 2007
- Mannophryne molinai  Rojas-Runjaic, Matta-Pereira & La Marca, 2018
- Mannophryne neblina (Test, 1956)
- Mannophryne oblitterata (Rivero, 1984)
- Mannophryne olmonae (Hardy, 1983)
- Mannophryne orellana Barrio-Amorós, Santos & Molina, 2010
- Mannophryne riveroi (Donoso-Barros, 1965)
- Mannophryne speeri La Marca, 2009
- Mannophryne trinitatis (Garman, 1888)
- Mannophryne trujillensis Vargas Galarce & La Marca, 2007
- Mannophryne urticans Barrio-Amorós, Santos & Molina, 2010
- Mannophryne venezuelensis Manzanilla et al., 2007
- Mannophryne vulcano Barrio-Amorós, Santos & Molina, 2010
- Mannophryne yustizi (La Marca, 1989) - típusfaj